# Нургалиева, Енлик Нургалиевна
Енлик Нургалиева (каз. Еңлік Нұрғалиқызы Нұрғалиева; 15 октября 1947; Биржан сал, Кокчетавская область, КазССР, СССР) — советская и казахская учёный в юридической сфере, доктор юридических наук (1993), профессор. Заслуженный деятель науки Республики Казахстан.

## Биография
Родился 15 октября 1947 года в селе Мадениет Кокшетауской области.
В 1966 году окончил среднюю школу г. Степняк, Кокчетавской области, а также курсы по подготовке учителей, начал трудовую деятельность учителем русского языка и литературы в селе Мадениет.
В 1973 году окончила юридический факультет Ленинградский государственный университет.
В 1977 году поступила в очную аспирантуру ЛГУ, в 1979 году защитила кандидатскую диссертацию, на тему: «Метод правового регулирования общественно-трудовых отношений».
В 1993 году защитила докторскую диссертацию, на тему: «Механизм правового регулирования труда в условиях рыночных отношений» под руководством научного консультанта – д.ю.н., профессора, заслуженного деятеля науки РФ Пашкова Алексея Степановича.

### Трудовая деятельность
С 1973 по 1992 год — преподаватель, старший преподаватель, доцент, заведующая кафедрой трудового права Карагандинского государственного университета.
С 1994 по 1997 год — заместитель министра юстиции Республики Казахстан.
С 1997 по 1998 год — декан предпринимательского факультета Казахского государственного юридического университета.
С 1998 по 2003 год — заведующий отделом правовой экспертизы Аппарата Сената Парламента Республики Казахстан.
С 2003 по 2008 год — ректор Алма-Атинской юридической академии, за это время занимался воспитанием студенческой молодежи. Под его научным руководством защищены кандидатские, докторские (PhD) диссертации, выполнена работа с диссертациями доктора PhD по актуальным проблемам государства и права.
С 2009 года по настоящее время — профессор кафедры гражданско-правовых дисциплин ЕНУ им. Л.Н.Гумилева, директор НИИ государственно-правовых исследований, разработки и экспертизы законопроектов ЕНУ им. Л.Н. Гумилева, Президент общественного фонда «Евразийский правозащитный центр».

## Научные, литературные труды
Имеет около 250 научных трудов, в том числе 26 монографии, 20 учебников (учебных пособий) по различным проблемам трудового права.
Научно-педагогическую работу успешно сочетает с общественной деятельностью в качестве члена Комиссии по правам человека при Президенте РК (с 2003 года), научного консультанта Верховного Суда РК, Омбудсмена РК, члена рабочей группы по сотрудничеству с США, а также практической деятельностью в качестве внештатного правового эксперта АО «ФНБ «Самрук-Казына», АО «РД Казмунайгаз», АО «Эйр Астана» и др.
Принимает также участие в разработке и экспертизе законопроектов, представляемых в Парламент РК, в частности, проектов Законов РК «О внесении изменений и дополнений в Трудовой Кодекс РК», «О профессиональных союзов» и мн. др.

### Основные работы
1. Трудовое право и хозяйственный механизм. Алматы, 1990 г.
2. Материальное стимулирование и ответственность в трудовом праве. Алматы, 1994 г.
3. Проблемы трудового права в современных условиях. Алматы, 1994 г.
4. Механизм правового регулирования труда. Алматы, 1996 г.
5. Материальная ответственность сторон трудового договора (монография). Алматы, 2001. (Нургалиева Е.Н., Сураган Г.А)
6. Договорное регулирование труда на примере нефтегазовой промышленности Республики Казахстан (монография). Алматы, 2002. (Нургалиева Е.Н., Сериков О.Т Коллективно)
7. Индивидуальные трудовые споры. Алматы, 2004. - 152 с. (Нургалиева Е.Н., Ермагамбетова Ж.Б.)
8. Принципы трудового права. Алматы, 2004. 160 с. (Нургалиева Е.Н. Бухарбаева С.А.)
9. Индивидуальные договоры о труде. Алматы, 2004. 200 с. (Нургалиева Е.Н., Серикбекова С.Б.)
10. Правовое регулирование оплаты труда работников (монография). Алматы, Print-S, 2005, 5 п.л. (Нургалиева Е.Н., Сабильянов Н.С)

## Награды и звания
- Звания «Заслуженный деятель науки Республики Казахстан»
- Нагрудный знак  «За заслуги в развитии науки Республики Казахстан»
- 2001 — Орден Курмет[2]
- 2016 — Орден Парасат за значительный вклад в становление и развитие суверенного Казахстана[3].
- 2010 — Почётные звания и государственные гранты «Лучший преподаватель вуза – 2010»
- 2012 — Золотая медаль Ассамблеи народа Казахстана «Бірлік» за участие в разработке Доктрины национальной политики РК.
- 2017 — Медаль «Гумилев» за плодотворный труд и большой вклад в развитие университета[4].
- Правительственные медали, в том числе:
  - 1998 — Медаль «Астана»
  - 2005 — Медаль «10 лет Конституции Республики Казахстан»
  - 2006 — Медаль «10 лет Парламенту Республики Казахстан»
  - 2008 — Медаль «10 лет Астане»
  - 2011 — Медаль «20 лет независимости Республики Казахстан»
  - 2015 — Медаль «20 лет Конституции Республики Казахстан»
  - 2016 — Медаль «25 лет независимости Республики Казахстан»